# Шазелл, Дэмьен
Дэмьен Шазе́лл, или Дэмиен Шазе́ль (англ. Damien Chazelle; род. 19 января 1985, Провиденс, штат Род-Айленд, США), — франко-американский кинорежиссёр, сценарист и продюсер. Наиболее известен как автор фильмов «Одержимость», «Ла-Ла Ленд», «Человек на Луне» и «Вавилон». Работа над мюзиклом «Ла-Ла Ленд» сделала Шазелла самым молодым лауреатом премии «Оскар» в номинации «Лучшая режиссура» (наряду с Норманом Таурогом).

## Биография
Дэмьен Шазелл родился в Провиденсе, штат Род-Айленд. Его мать Силия — писатель и профессор истории в колледже Нью-Джерси. Отец — Бернар Шазель — родился во французском городе Кламар, защитил диссертацию в Йеле и ныне является известным учёным в области информатики. Шазелл с ранних лет начал увлекаться кино и музыкой. Во время учёбы в школе он попробовал себя в качестве джазового барабанщика. Шазелл утверждает, что у него был требовательный учитель, который стал прототипом Теренса Флетчера в фильме «Одержимость». Шазелл понимал, что у него, в отличие от главного героя фильма, нет таланта, чтобы стать великим музыкантом, и после средней школы вернулся к кино. Шазелл изучал кинематограф в Гарвардском университете, окончив его в 2007 году.
Дебютом Шазелла как режиссёра и сценариста стал фильм «Гай и Мэдлин на скамейке в парке». Шазелл был сосценаристом в фильме «Последнее изгнание дьявола: Второе пришествие» режиссёра Эда Гас-Донелли. Он также написал сценарий к триллеру «Торжественный финал», в котором рассказывается о пианисте с боязнью сцены, игравшем под угрозой смерти. В одном из интервью Шазелл признался, что более не хочет быть «сценаристом по найму» и желает написать собственную историю. В результате появился сценарий фильма «Одержимость». Сценарий вызвал интерес у продюсеров, но после того, как никто так и не решился снять по нему фильм, вошёл в «Чёрный список лучших сценариев». В конце концов за него взялась продюсер Хелен Эстабрук, которая пригласила Дж. К. Симмонса на роль Теренса Флетчера. Короткометражный фильм, в котором показывалась идея будущего фильма, был показан на кинофестивале «Сандэнс» в 2013 году и получил одобрительные отзывы критиков, выиграв приз фестиваля за лучший короткометражный фильм. В январе 2015 года полнометражный фильм «Одержимость» получил пять номинаций на «Оскар», включая награду за лучший адаптированный сценарий Шазелла. Три из них оказались победными.
Шазелл выступил соавтором сценария «Кловерфилд, 10», вышедшего на экраны в марте 2016 года. Ему также предлагали стать режиссёром этой ленты вместо Дж. Дж. Абрамса, но он отказался. В декабре 2016 года на экраны вышел мюзикл «Ла-Ла Ленд» с Райаном Гослингом и Эммой Стоун в главных ролях. Фильм получил восторженные отзывы критиков и шесть премий «Оскар», в том числе одной, за лучшую режиссуру, был удостоен 32-летний Шазелл, что сделало его 
самым молодым лауреатом премии Американской киноакадемии в этой номинации (наряду с Норманом Таурогом).

## Личная жизнь
С 2010 по 2014 год Шазелл был женат на продюсере Жасмин МакГлейд.
В октябре 2017 года Дэмьен обручился с актрисой и бизнесвумен Оливией Хэмилтон. Они поженились 22 сентября 2018 года.  В ноябре 2019 года у них родился сын.

## Фильмография
| Год  | Фильм                                         | Режиссёр | Сценарист | Продюсер | Примечание и награды | RT   |
| ---- | --------------------------------------------- | -------- | --------- | -------- | --- | ---- |
| 2009 | Гай и Мэдлин на скамейке в парке              | Да       | Да        | Да       | Режиссёрский дебют также оператор, монтажёр | 90 % |
| 2013 | Последнее изгнание дьявола: Второе пришествие | Нет      | Да        | Нет      | Сценарий совместно с Эдом Гасс-Доннелли | 16 % |
| 2013 | Торжественный финал                           | Нет      | Да        | Нет      | | 78 % |
| 2014 | Одержимость                                   | Да       | Да        | Нет      | Основан на его же короткометражном фильме Номинация на «Оскар» за лучший адаптированный сценарий Номинация на BAFTA за лучшую режиссёрскую работу Номинация на Critics’ Choice Movie Awards за лучший оригинальный сценарий Номинация за лучшую режиссёрскую работу на премию «Независимый дух» | 94 % |
| 2016 | Кловерфилд, 10                                | Нет      | Да        | Нет      | Сценарий совместно с Джошем Кэмпбеллом и Мэттом Штукеном | 90 % |
| 2016 | • Ла-Ла Ленд                                  | Да       | Да        | Нет      | Премия «Золотой глобус» за лучшую режиссуру Премия «Золотой глобус» за лучший сценарий Премия Critics’ Choice Movie Awards за лучшую режиссуру Премия Critics’ Choice Movie Awards за лучший оригинальный сценарий Премия Detroit Film Critics Society Award за лучшую режиссуру Премия Florida Film Critics Circle Award за лучшую режиссуру Премия St. Louis Gateway Film Critics Association Award за лучшую режиссуру Премия Washington D.C. Area Film Critics Association Award за лучшую режиссуру Премия Washington D.C. Area Film Critics Association Award за лучший оригинальный сценарий Номинация на премию Florida Film Critics Circle Award за лучший сценарий Номинация на премию Online Film Critics Society Award за лучшую режиссуру Номинация на премию Online Film Critics Society Award за лучший оригинальный сценарий Номинация на награду «Золотой лев» 73-го Венецианского кинофестиваля Номинация на премию San Francisco Film Critics Circle Award за лучшую режиссуру Номинация на премию San Francisco Film Critics Circle Award за лучший оригинальный сценарий Номинация на премию «Спутник» за лучшую режиссуру Номинация на премию «Спутник» за лучший оригинальный сценарий Номинация на премию St. Louis Gateway Film Critics Association Award за лучший сценарий Номинация на премию Vancouver Film Critics Circle Award за лучшую режиссуру Номинация на премию AACTA за лучшую режиссуру Номинация на премию AACTA за лучший оригинальный сценарий Номинация Премия Лондонского кружка кинокритиков за лучшую режиссуру Номинация на Премию Лондонского кружка кинокритиков за лучший сценарий Номинация на Премию Гильдии сценаристов США за лучший оригинальный сценарий Премия BAFTA за лучшую режиссуру Номинация на премию BAFTA за лучший оригинальный сценарий Премия «Оскар» за лучшую режиссуру Номинация на премию «Оскар» за лучший оригинальный сценарий | 93 % |
| 2018 | Человек на Луне                               | Да       | Нет       | Да       | | 88 % |
| 2018 | Претензия                                     | Нет      | Да        | Нет      | |      |
| 2020 | Бар «Эдди»                                    | Да       | Да        | Нет      | Первые два эпизода |      |
| 2022 | Вавилон                                       | Да       | Да        | Нет      | |      |